# Parady równości i marsze równości

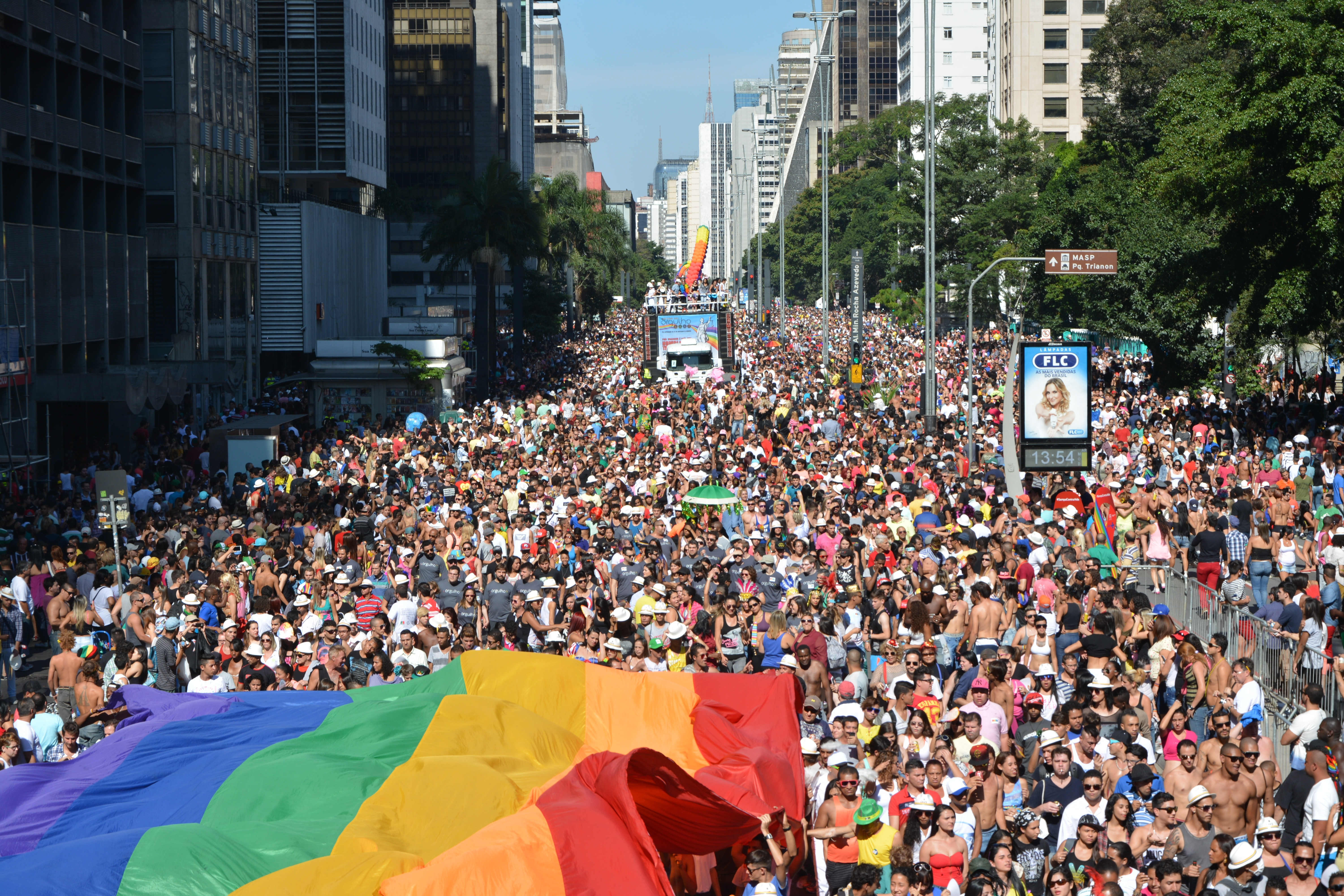
Parady równości odbywają się w czerwcu na całym świecie. Zdjęcie przedstawia 18. coroczną Paradę Dumy Gejowskiej w São Paulo w 2014 roku. W 2006 r. w paradzie wzięło udział około 2,5 miliona uczestników.

Parady równości i marsze równości (w wielu, zwłaszcza anglojęzycznych, krajach parady/marsze Dumy – Pride parades/marches) – imprezy plenerowe celebrujące akceptację społeczną i własną lesbijek, gejów, osób biseksualnych, transpłciowych i queer (LGBTQ) oraz ich osiągnięcia, przysługujące im prawa i poczucie dumy. Wydarzenia czasami służą także jako demonstracje przeciwko dyskryminacji, i w sprawie praw mniejszości, takich jak małżeństwa osób tej samej płci. Większość wydarzeń odbywa się co roku; najczęściej w czerwcu, celem upamiętnienia zamieszek Stonewall, które wybuchły 28 czerwca 1969 w Greenwich Village w Nowym Jorku i rozpoczęły ruch walki o prawa osób LGBT.

## Tło historyczne
Na początku ruchu protestów ws. praw gejów wiadomości o obozach pracy dla homoseksualistów na Kubie zainspirowały Mattachine Society do zorganizowania protestów w ONZ i Białym Domu w 1965 r. Wczesnym rankiem w sobotę 28 czerwca 1969 r. lesbijki, geje, osoby biseksualne i transpłciowe zbuntowali się po nalocie policji na Stonewall Inn w dzielnicy Greenwich Village na Manhattanie w Nowym Jorku. Stonewall Inn był barem dla gejów, który gościł grono klientów, ale był popularny wśród najbardziej marginalizowanych osób w społeczności LGBTQ: transwestytów, osób transpłciowych, zniewieściałych młodych mężczyzn i bezdomnej młodzieży.

## Pierwsze marsze

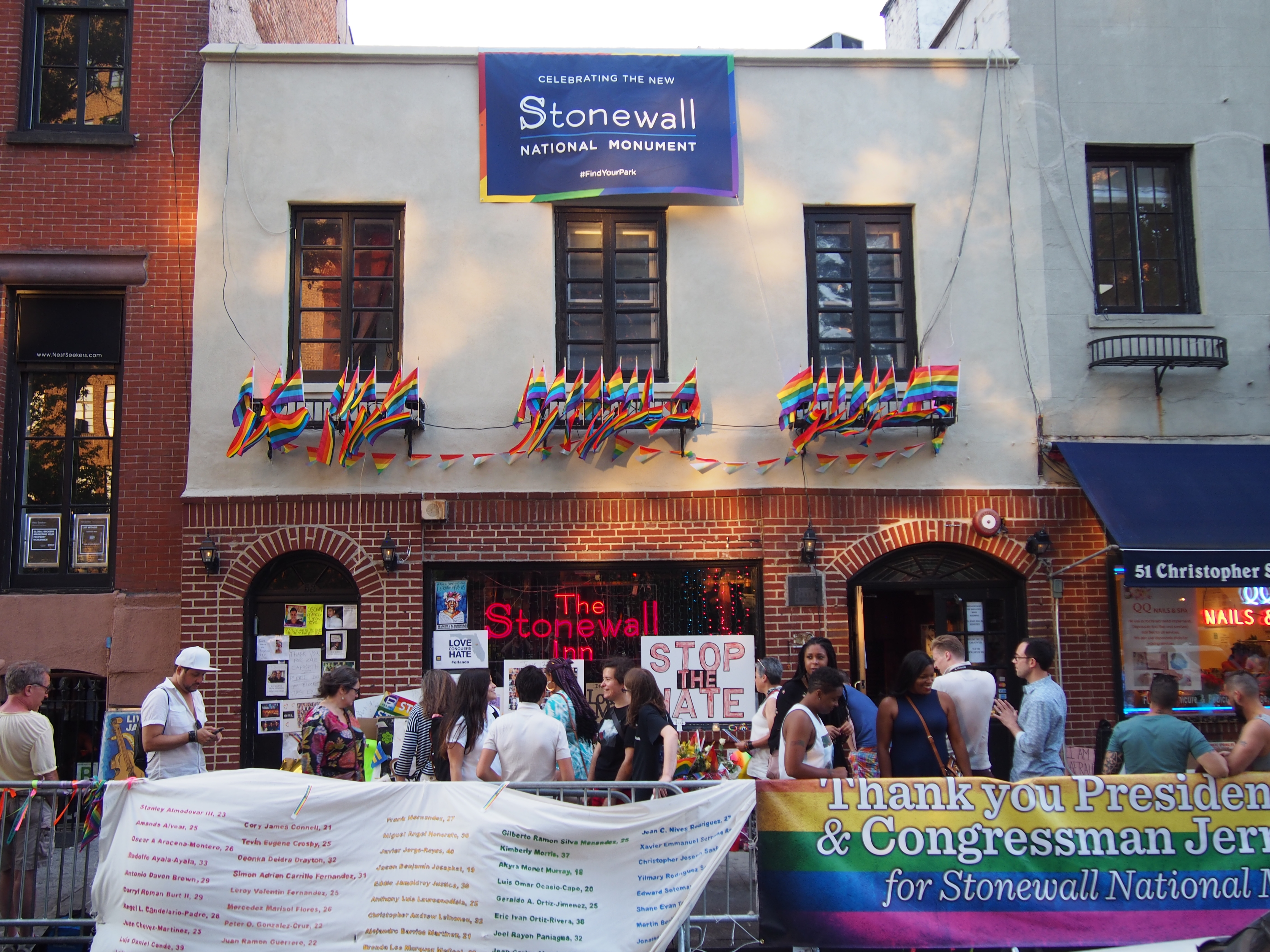
The Stonewall Inn, w Greenwich Village; miejsce zamieszek na Stonewall w czerwcu 1969 roku, które zapoczątkowały rozwój ruchu na rzecz praw mniejszości homoseksualnych i parady dumy na całym świecie.

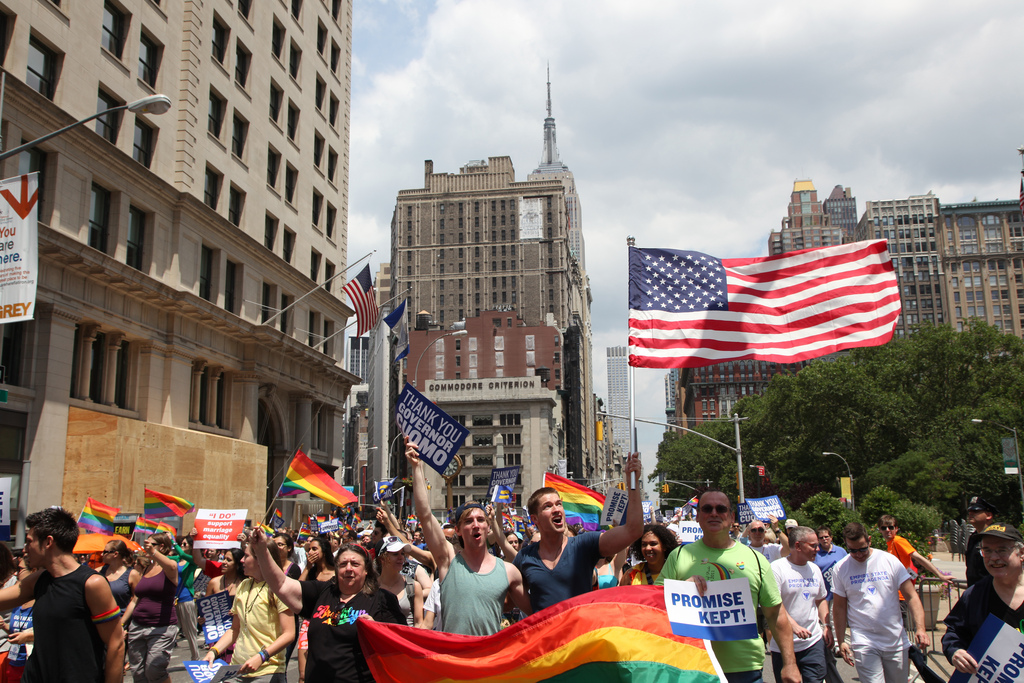
W 2011 roku New York City Pride March uczcił legalizację małżeństw osób tej samej płci uchwaloną w tym roku.

W sobotę 27 czerwca 1970 roku Chicago Gay Liberation zorganizowało marsz z Washington Square Park („Bughouse Square”) do wieży ciśnień na skrzyżowaniu Michigan Avenue i Chicago Avenue, która była pierwotnie zaplanowana, a potem wiele uczestników spontanicznie pomaszerowało do Civic Center (obecnie Richard J. Daley) Plaza. Data została wybrana, ponieważ wydarzenia w Stonewall rozpoczęły się w ostatnią sobotę czerwca, a organizatorzy chcieli dotrzeć do maksymalnej liczby kupujących na Michigan Avenue. Kolejne parady w Chicago odbywały się w ostatnią niedzielę czerwca, zbiegając się z datą wielu podobnych parad w innych miejscach.
Na zachodnim wybrzeżu Stanów Zjednoczonych odbyły się marsz w Los Angeles w dniu 28 czerwca 1970 r. i marsz „Gay-in” w San Francisco. W Los Angeles Morris Kight (założyciel Gay Liberation Front LA), wielebny Troy Perry (założyciel Universal Fellowship of Metropolitan Community Churches) i wielebny Bob Humphries zebrali się, aby zaplanować obchody. Zdecydowali się na paradę po Hollywood Boulevard. Nazwali swoją organizację Christopher Street West „tak dwuznacznie, jak tylko mogliśmy”. Uzyskanie zezwolenia od miasta nie było łatwym zadaniem. Szef policji w Los Angeles, Edwarda M. Davisa, miał powiedzieć „Jeśli o mnie chodzi, przyznanie pozwolenia grupie homoseksualistów na paradowanie po Hollywood Boulevard byłoby tym samym, co udzielenie pozwolenia grupie złodziei i rabusiów”. Komisja policji niechętnie wydała pozwolenie, choć opłaty przekraczały 1,5 miliona dolarów. Po wkroczeniu Amerykańskiej Unii Swobód Obywatelskich komisja porzuciła te wymagania, ale opłata za służbę policji wyniosła 1500 USD. To również zostało oddalone, gdy sąd wyższej instancji w Kalifornii nakazał policji zapewnienie ochrony, tak jak w przypadku każdej innej grupy. Sąd Najwyższy w Kalifornii nakazał komisarzowi policji wydanie pozwolenia na paradę, powołując się na „konstytucyjną gwarancję wolności słowa”. Od samego początku organizatorzy parady LA i uczestnicy wiedzieli, że istnieje ryzyko przemocy. Kight otrzymywał groźby śmierci aż do rana parady. W przeciwieństwie do dzisiejszych wydarzeń, pierwsza parada była bardzo cicha. Maszerujący zebrali się na McCadden Place w Hollywood, maszerowali na północ i skręcili na wschód w Hollywood Boulevard. Adwokat poinformował: „Ponad 1000 homoseksualistów i ich przyjaciół zorganizowało, nie tylko marsz protestacyjny, ale pełną paradę na słynnym Hollywood Boulevard”.
W niedzielę, 28 czerwca 1970 r., około południa, w Nowym Jorku grupy aktywistów gejowskich zorganizowały własną paradę, znaną jako Dzień Wyzwolenia Christopher Street, aby przypomnieć wydarzenia ze Stonewall rok wcześniej. 2 listopada 1969 r. Craig Rodwell, jego partner Fred Sargeant, Ellen Broidy i Linda Rhodes zaproponowali pierwszą paradę dumy gejowskiej, która miała odbyć się w Nowym Jorku w drodze rezolucji na spotkaniu Regionalnej Konferencji Organizacji Homofilów (ERCHO) w Filadelfii.
Wszyscy uczestnicy spotkania ERCHO w Filadelfii głosowali za marszem, z wyjątkiem Mattachine Society of New York City, które wstrzymało się od głosu. Członkowie Gay Liberation Front (GLF) wzięli udział w spotkaniu i zasiedli jako goście grupy Rodwella, Homophile Youth Movement in Neighborhoods (HYMN).
Spotkania w celu zorganizowania marszu rozpoczęły się na początku stycznia w mieszkaniu Rodwella przy Bleecker Street 350. Początkowo trudno było wysyłać przedstawicieli do głównych organizacji nowojorskich, takich jak Gay Activists Alliance (GAA). Craig Rodwell, Fred Sargeant, Ellen Broidy, Michael Brown, Marty Nixon i Foster Gunnison z Mattachine stanowili główną grupę Komitetu Parasolowego CSLD (CSLDUC). W celu uzyskania początkowego finansowania Gunnison pełnił funkcję skarbnika i szukał darowizn od krajowych organizacji homoseksualnych i sponsorów, podczas gdy Sargeant zabiegał o darowizny za pośrednictwem listy mailingowej klientów Oscar Wilde Memorial Bookshop, a Nixon pracował nad uzyskaniem wsparcia finansowego od GLF na stanowisku skarbnika tej organizacji. Inne filary komitetu organizacyjnego GLF to Judy Miller, Jack Waluska, Steve Gerrie i Brenda Howard. Wierząc, że więcej ludzi wyruszy na marsz w niedzielę, aby uczcić datę powstania Stonewall, CSLDUC wyznaczył datę pierwszego marszu na niedzielę, 28 czerwca 1970 r. Wraz z zastąpieniem Dicka Leitscha na stanowisku prezesa Mattachine NY przez Michaela Kotisa w kwietniu 1970 r. zakończył się sprzeciw Mattachine przed marszem.
28 czerwca 1970 r. odbył się marsz, który był pierwszym marszem gejowskim w historii USA i obejmował 51 przecznic do Central Parku. Marsz zajął mniej niż połowę zaplanowanego czasu ze względu na emocje, ale także ze względu na ostrożność w przechodzeniu przez miasto z gejowskimi sztandarami i znakami. Chociaż pozwolenie na paradę zostało wydane zaledwie dwie godziny przed rozpoczęciem marszu, maszerujący napotkali niewielki opór gapiów. New York Times doniósł (na pierwszej stronie), że maszerujący zajęli całą ulicę przez około 15 przecznic. Raporty The Village Voice były pozytywne, opisując „zewnętrzny opór, który wyrósł z policyjnego nalotu na Stonewall Inn rok temu”. Było też zgromadzenie na Christopher Street.
Brenda Howard, biseksualna aktywistka, jest znana jako „Matka Dumy” za swoją pracę w koordynowaniu marszu. Biseksualny aktywista Tom Limoncelli oświadczył później: „Następnym razem, gdy ktoś zapyta cię, dlaczego istnieją marsze LGBT lub dlaczego Miesiąc Dumy [LGBT] to czerwiec, powiedz im: Biseksualna kobieta o imieniu Brenda Howard pomyślała, że tak powinno być”.
Pierwsze marsze były zarówno poważne, jak i zabawne i służyły inspirowaniu poszerzającego się ruchu aktywistów; powtarzano je w kolejnych latach, a coraz więcej corocznych marszów zaczęło się w innych miastach na całym świecie. W Atlancie i Nowym Jorku marsze nazywano „Gay Liberation Marches”, a dzień uroczystości nazywano „Gay Liberation Day”; w Los Angeles i San Francisco stały się znane jako „Gay Freedom Marches”, a dzień nazwano „Gay Freedom Day”. W miarę jak coraz więcej miast i nawet mniejszych miast zaczęło organizować własne uroczystości, nazwy te rozprzestrzeniały się. Główną ideą stojącą za paradami jest krytyka przestrzeni, która została stworzona, by wydawać się heteronormatywna, sprawiając, że każdy akt, który wydaje się być homoseksualny, jest uważany przez społeczeństwo za dysydencki. Parada wprowadza nienormatywne i queerowe zachowania w przestrzeń publiczną.
W latach siedemdziesiątych nastąpiła zmiana kulturowa w ruchu gejowskim. Aktywiści o mniej radykalnej naturze zaczęli przejmować komitety marszowe w różnych miastach i porzucili „Gay Liberation” i „Gay Freedom” z nazw, zastępując je „Gay Pride”.

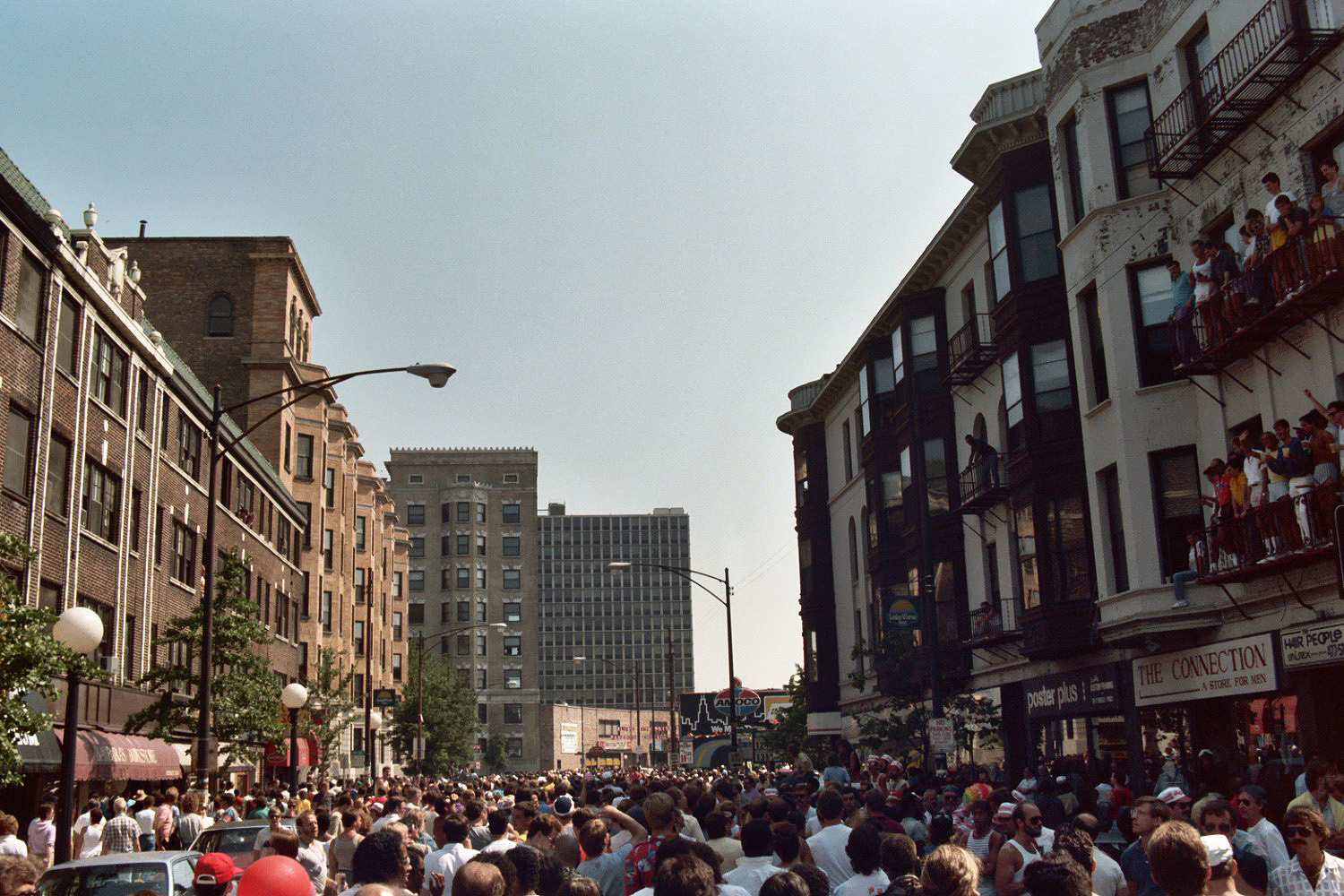
Marsz Dumy w Lakeview, Chicago w 1985 roku

## Opis

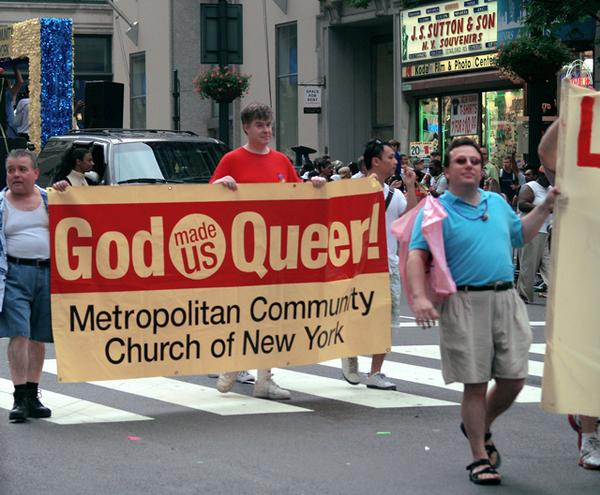
Gay Pride Parade w Nowym Jorku, 2008

Wiele parad nadal ma przynajmniej część pierwotnego charakteru politycznego lub aktywistycznego, zwłaszcza w mniej akceptujących miejscach. Różnica zależy w dużej mierze od politycznych, ekonomicznych i religijnych uwarunkowań tego obszaru. Jednak w bardziej akceptujących miastach parady przybierają charakter świąteczny, a nawet bliskie Mardi Gras, w którym scena polityczna opiera się na pojęciach celebracji. Duże parady często obejmują platformy, tancerzy, drag queens i muzykę z głośników; ale nawet takie uroczyste parady zwykle obejmują kontyngenty polityczne i edukacyjne, takie jak lokalni politycy i grupy maszerujące z różnego rodzaju instytucji LGBTQ.
Wiele parad na świecie w programie ma wydarzenia poświęcone pamięci ofiar AIDS i przemocy wobec osób LGBTQ. Niektóre szczególnie ważne parady są finansowane przez rządy i sponsorów korporacyjnych i promowane jako główne atrakcje turystyczne miast, które je przyjmują. Niektóre z parad, a raczej festiwali zapewniają karnawałową atmosferę w parku lub na zamkniętej ulicy, wyposażonej w stoiska informacyjne, koncerty muzyczne, grille, stoiska z piwem, konkursy, zawody sportowe i gry. Różnica między obserwatorami a tymi, którzy maszerują w paradzie, może być trudna do ustalenia w niektórych wydarzeniach, jednak w przypadkach, gdy zdarzenie jest przyjmowane z wrogością, taki podział staje się bardzo oczywisty.
Chociaż rzeczywistość była taka, że same zamieszki Stonewall, jak również bezpośrednie i trwające organizowanie polityczne, które nastąpiły po nich, były wydarzeniami w pełni tworzonymi przez lesbijki, osoby biseksualne i osoby transpłciowe, a także przez gejów wszystkich ras, historycznie te wydarzenia zostały po raz pierwszy nazwane Gay, słowo w tym czasie było używane w bardziej ogólnym znaczeniu, aby objąć całe spektrum tego, co obecnie nazywane jest „społecznością queer” lub LGBTQ.
Pod koniec lat siedemdziesiątych i na początku lat osiemdziesiątych XX wieku, gdy wielu uczestników zestarzało się, zajęło się innymi problemami lub zmarło, upływ czasu doprowadził do nieporozumień co do tego, kto rzeczywiście uczestniczył w zamieszkach Stonewall, kto faktycznie organizował kolejne demonstracje, marsze i pomniki, a także jakich tożsamości byli członkowie wczesnych organizacji aktywistycznych, takich jak Gay Liberation Front i Gay Activists Alliance. Język stał się bardziej dokładny i inkluzywny, chociaż te zmiany spotkały się z początkowym oporem ze strony niektórych w ich własnych społecznościach, którzy nie byli świadomi wydarzeń historycznych. Zmieniając grupę docelową najpierw na lesbijki i gejów, dziś większość określa się lesbijkami, gejami, osobami biseksualnymi i transpłciowymi (LGBT).

## Parady i marsze w Polsce

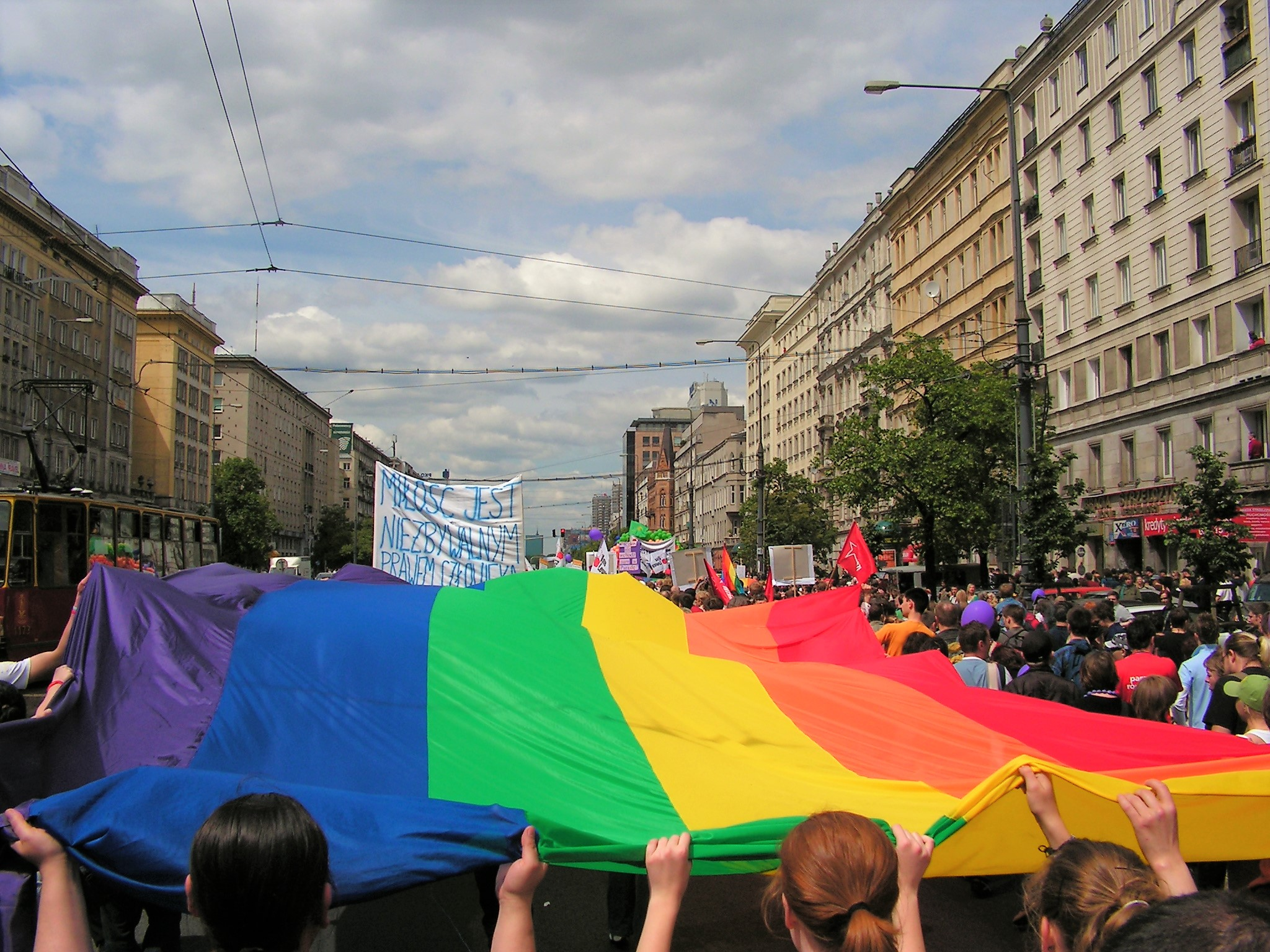
Parada Równości w Warszawie w 2006 r.

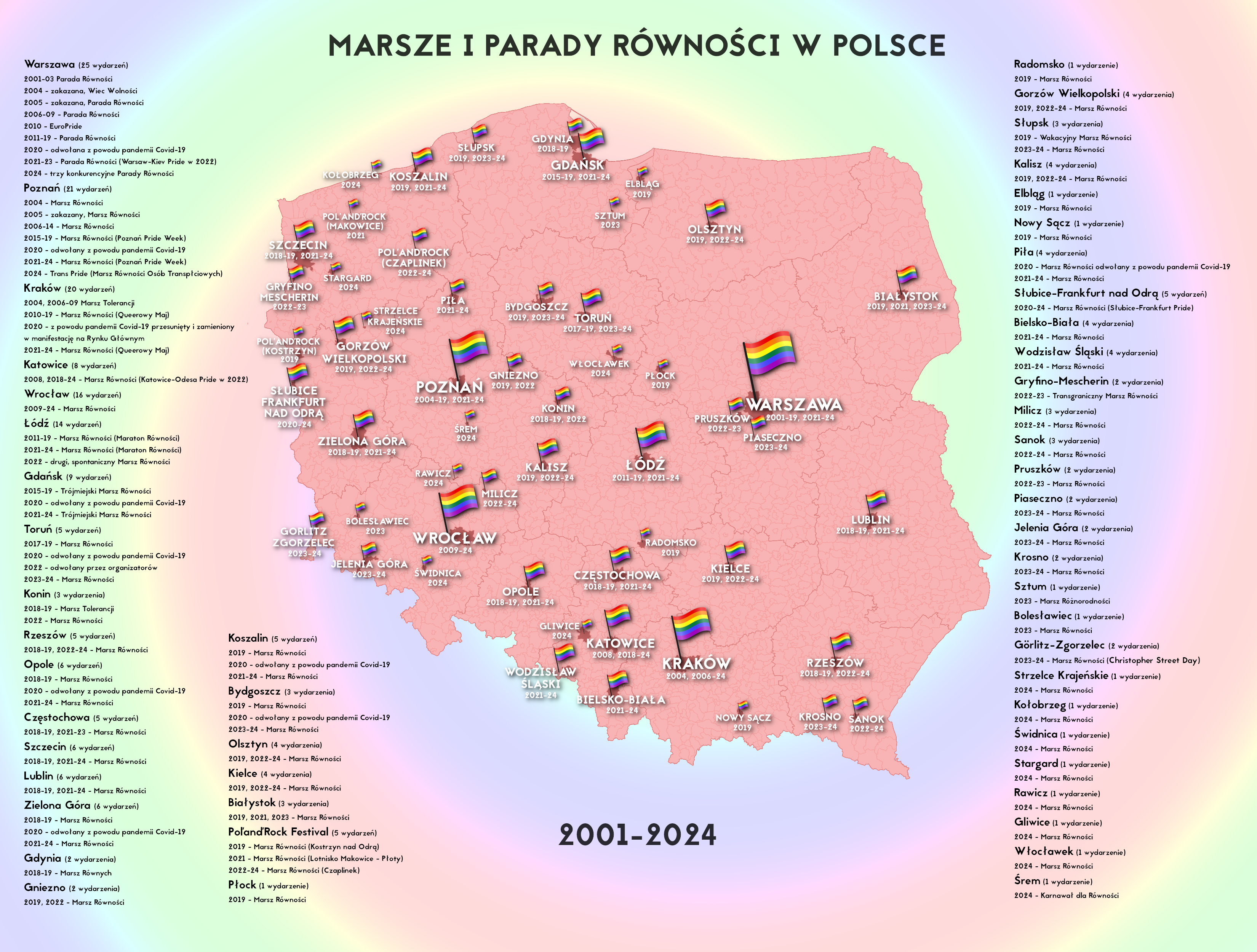
Mapa Marszów i Parady Równości w Polsce

Najstarsza parada w Polsce, Parada Równości w Warszawie, organizowana jest od 2001 roku. W 2005 r. parada została zakazana przez władze lokalne (w tym ówczesnego prezydenta miasta Lecha Kaczyńskiego), ale mimo to się odbyła. Zakaz został później uznany za naruszenie Europejskiej Konwencji Praw Człowieka (Bączkowski i inni v. Polska). W 2008 r. do marszu przystąpiło ponad 1800 osób. W 2010 roku w Warszawie odbyło się EuroPride z udziałem około 8000 uczestników. Parada w Warszawie w 2019 r. przyciągnęła 80 000 osób. Inne polskie miasta, które organizują parady i marsze równości to między innymi Kraków, Łódź, Poznań, Gdańsk, Toruń, Wrocław, Lublin, Częstochowa, Rzeszów, Opole, Zielona Góra, Konin, Bydgoszcz, Szczecin, Kalisz, Koszalin, Olsztyn, Kielce, Białystok, Gniezno, Bielsko-Biała i Płock.